# Boris Kazanowicz
Boris Iljicz Kazanowicz, ros. Борис Ильич Казанович (ur. 10 lipca 1871, zm. 2 czerwca 1943 w Panczewie) – rosyjski wojskowy (generał porucznik), emigracyjny działacz kombatancki, wojskowy Rosyjskiego Korpusu Ochronnego podczas II wojny światowej

## Życiorys
W 1890 roku ukończył gimnazjum klasyczne w Mohylewie, w 1892 kursy wojskowe przy Aleksiejewskiej Junkierskiej Szkole Piechoty w Moskwie, a w 1899 Nikołajewską Akademię Sztabu Generalnego. Służył w V turkiestańskim batalionie liniowym. Od 1902 roku pełnił funkcję oberoficera do specjalnych poruczeń przy sztabie X Korpusu Armijnego. Uczestniczył w wojnie rosyjsko-japońskiej w latach 1904–1905. Po jej zakończeniu był oficerem w dyspozycji dowodzącego wojskami Nadamurskiego Okręgu Wojskowego. Następnie był oberoficerem do specjalnych poruczeń przy sztabie Turkiestańskiego Okręgu Wojskowego. W marcu 1909 r. został awansowany do stopnia pułkownika. Od 1912 r. był szefem sztabu kolejno 11 i 31 Dywizji Piechoty. Brał udział w I wojnie światowej. Od grudnia 1914 r. dowodził 127 Putywelskim Pułkiem Strzeleckim. W marcu 1916 r. został szefem sztabu, a następnie dowódcą 6 Syberyjskiej Dywizji Strzeleckiej. W grudniu tego roku awansował na generała majora. Pod koniec 1917 r. wstąpił do nowo formowanej Armii Ochotniczej. Był bliskim przyjacielem jej dowódcy gen. Ławra G. Korniłowa. Uczestniczył jako szeregowiec w tzw. 1 Lodowym Marszu Kubańskim. W II poł. marca 1918 r. objął dowództwo partyzanckiego kozackiego pułku pieszego. Pod koniec marca brał udział na jego czele w szturmie Jekaterynodaru, przedostając się w głąb miasta. Został jednak ciężko ranny. W maju odkomenderowano go w sekretnej misji do Moskwy do służby w Centrum Narodowym Finansowej Pomocy Armii. Od końca czerwca dowodził 1 dywizją piechoty, na czele której uczestniczył w tzw. 2 Marszu Kubańskim. Od listopada dowodził I Korpusem Armijnym. W listopadzie 1919 r. został z rozkazu gen. Antona I. Denikina głównodowodzącym wojskami Okręgu Zakaspijskiego. 3 grudnia tego roku został ranny w walkach pod wsią Kazandżik. Wycofał się na czele swoich wojsk do Krasnowodska, skąd zostały one wkrótce statkami przewiezione do Pietrowsk-Portu. W styczniu 1920 r. gen. B. I. Kazanowicz awansował na generała lejtnanta. 13 maja tego roku rozkazem gen. Piotra N. Wrangla został przesunięty do rezerwy oficerskiej. W sierpniu objął dowództwo mieszanej dywizji Kozaków kubańskich, która uczestniczyła w nieudanym desancie na Kubań. W poł. listopada gen. B. I. Kazanowicz wraz z resztkami wojsk białych ewakuował się z Krymu do Gallipoli. Zamieszkał w Królestwie SHS w Murskiej Sobocie, a następnie Belgradzie, gdzie stanął na czele Związku Uczestników 1 Marszu Kubańskiego. Przewodniczył też od 1931 r. Stowarzyszeniu Oficerów Sztabu Generalnego w Jugosławii i Stowarzyszeniu Naukowemu Wojny Domowej. Po zajęciu Jugosławii przez wojska niemieckie w kwietniu 1941 r., wstąpił jako szeregowiec do nowo formowanego Rosyjskiego Korpusu Ochronnego. Zmarł w rosyjskim szpitalu w okupowanym Panczewie 2 czerwca 1943 r.